# الجماعة الليبية المقاتلة
الجماعة الليبية المقاتلة تنظيم مسلح يحمل فكر السلفية الجهادية. أنشأه مجموعة من الشباب الليبيين الذين عادوا إلى ليبيا بعد أن شاركوا في الحرب الأفغانية السوفيتية. قام بعمليات مسلحة في مواقع مدنية وأمنية بليبيا في تسعينات القرن العشرين بهدف (إسقاط نظام العقيد معمر القذافي). إلا أن القوات المسلحة الليبية وأجهزة الأمن قضت عليهم، واعتقلت مجموعة كبيرة منهم، وفي عام 2009 قام زعماء الجماعة بمراجعة أفكارهم وقدموا اعتذاراً للدولة، الأمر الذي أدى إلى إطلاق سراحهم.

## النشأة
قام بتشكيل النواة الأولى للتنظيم علي العشبي رفقة ثمانية أفراد آخرين سنة 1982، إلا أن أجهزة الأمن الليبية لم تمهلها الكثير من الوقت، وقضت على التنظيم بمقتل أفراد التنظيم التسعة. وفي عام 1989 قام عوض الزواوي بإعادة تشكيل التنظيم إلا أن الأمن الليبي تصدى له أيضًا. فقام محمد المهشهش بالسعي إلى تأسيس «حركة الشهداء الإسلامية» وكان له ذلك في العام ذاته.
التحق عدد من الشباب الليبي المتأثر بالقادة المذكورين أعلاه للقتال في أفغانستان ضد الاتحاد السوفيتي. وفي عام 1990 اتفق «الأفغان الليبيين» على تأسيس الجماعة الليبية المقاتلة بنية إسقاط نظام الحكم في ليبيا.

## العلاقة مع تنظيم القاعدة
انخرطت الجماعة الليبية المقاتلة في القتال صفاً واحداً مع تنظيم القاعدة ضد السوفييت والمجموعات الأفغانية المعادية لطالبان. وفي عام 2007 ظهر مقطعين مصورين يظهران اندماجهم مع تنظيم القاعدة، ظهر بأحد المقطعين أيمن الظواهري والآخر أبو الليث الليبي. وقد قامت الجماعة بعد ذلك بعد مباحثات قادها على الصلابي دور في تفعيل مصالحة بين الحكومة من جهة وبين قادة الجماعة المقاتلة من جهة أخرى أصدرت الجماعة الإسلامية المقاتلة مراجعاتها في كتاب ضخم عنونته: «دراسات تصحيحية في مفاهيم الجهاد والحسبة والحكم على الناس» وهو يمثّل مراجعة جوهرية لأفكار الجماعة السابقة
وقد صرّح قادة الجماعة بعدها بأن هناك تباين فكري مع القاعدة، وذلك لأن الهدف الأول للجماعة الليبية هو إسقاط نظام الحكم في ليبيا، بينما كانت أولويات أسامة بن لادن تتجه إلى أهداف أخرى لا تساعد على تحقيق الجماعة الليبية لهدفها، إلا أن التعاون التام كان يسود العلاقة رغم هذه الخلافات.

## المواجهة مع الدولة الليبية
رصد الأمن الليبي تنظيم الجماعة المقاتلة في عام 1995، وذلك بعد أن لاحق عدداً من أفراده في مواجهة جرت في إحدى ضواحي مدينة بنغازي بشرق ليبيا، واعتبرت قيادات التنظيم خارج البلاد أن الأمن الليبي كشف عن التنظيم قبل أن تكون الظروف مناسبة للجماعة، إلا أنها اضطرت إلى الظهور إلى العلن أواخر العام 1995 في مدينة درنة، وبعد عدد من عمليات المداهمة والمواجهة انتهى التنظيم إلى مقتل واعتقال عدد كبير من أفراده، وأصبح وجوده المسلح منتهيًا في عام 1999.